# Kongressen i Halmstad
Kongressen i Halmstad ägde rum 13 maj 1450 i Halmstad och syftade till att sätta stopp för de stridigheter som blossat upp mellan Danmark och Sverige i kampen om Gotland och Norge, som pågått sedan 1448 då Karl Knutsson (Bonde) valts till norsk kung i november, vilket även Kristian I blev. 
Kongressen i Halmstad skulle främst avhandla frågan om vilken av Sveriges och Danmarks kungar som hade rätt till den norska kronan, till vilken av dessa två stater Gotland hörde samt en del unionsfrågor. Förhandlingarna fördes utan de båda kungarnas närvaro, vilka istället skickat tolv ombud vardera. Erik Eriksen (Gyllenstierna) ledde den svenska delegationen och på andra (danska) sidan satt hans äldre kusin, "gamle" Henrik Knudsen (Gyldenstierne). De var inte det enda exemplet på hur, under unionstiden, vissa frälse släkter var aktiva på den svenska som på den danska sidan. Dansk ombud var också Åke Axelsson Tott och svenskt ombud var hans (halv-)bror Erik Axelsson Tott.
Resultatet av kongressen var att fred slöts mellan Sverige och Danmark och att Kalmarunionen skulle återuppstå när den förste av de båda kungarna dog, varpå en ny gemensam kung skulle väljas. Rätten till Norges krona tillföll Danmark, men frågan om Gotland kunde inte lösas utan sköts upp till mötet i Avaskär 1451 där båda kungarna skulle närvara.